# Феликс Кутљик III
Феликс Кутљик III (слч. Félix Kutlík III.; Кулпин, 17. септембар 1883 — Братислава, 24. мај 1954) је био значајни словачки публициста и привредни радник и значајан је за историју словачке националне мањине у Србији и потиче из познате словачке породице Кутљик из Кулпина.

## Основни биографски подаци
Рођен је 17. септембра 1883. године у Кулпину и потиче из познате породице Кутљик које је значајна у историји Словака у јужној Угарској, његов отац Феликс Кутљик I је био познати словачки писац и публициста који је од године 1876. трајно настањен у Кулпину и ради као свештеник и учитељ. Феликс Кутљик III је детињство провео у Кулпин и основно образовање стекао у Кулпину а гимназију је похађао у Новом Саду и Братислави. Студије је завршио на привредној академији у Братислави. Радио је у банкарству (1921. године постао је директор Кредитне банке у Братислави) и на пољу публицистике. Аутор је познате монографијске публикације „Dejiny Kutlíkovcov“ која је јако значајна у историји словачке националне мањине у Србији и уједно је његово најпознатије и најзначајније дело у којем је дао податке о раду и делу свога оса, породице Кутљик и податке који су значајни у историји Словака.
Умро је 24. маја 1954. године у Братислави.

## Породица Кутљик
Породица Кутљик је једна од старих породица чији корени сежу у 16. век. Многи из ове породице су живели у јужној Угарској- у овим крајевима где живи и данас словачка национална мањина и својом литерарном и публицистичком делатношћу стекли су поштовање и многе заслуге у образовању својих сународника и сматрани су перлом у словачким породицама. Најзначајнији међу њима су били Феликс Кутљик I (1843 — 1890)који је био свештеник, историчар и књижевник и Цирил Кутљик (1869 — 1900) који је био сликар и оснивач прве сликарске школе у Београду.